# Плоче
Плоче (хорв. Ploče) — місто в Дубровницько-Неретванській жупанії, що в південно-східній Хорватії. Населення 6537 осіб (2001).

## Загальні відомості
Плоче знаходиться в дельті Неретви, трохи північніше місця впадання основного рукава річки в Адріатичне море. За 15 кілометрів на північний схід знаходиться місто Опузен, за 25 кілометрів в тому ж напрямку — Меткович. За 90 кілометрів на південний схід знаходиться Дубровник, за 60 кілометрів на північний захід — Макарська. Плоче — великий транспортний вузол, через місто проходить Адріатичне шосе, що йде уздовж хорватського узбережжя, крім того, у місті закінчується Пан'європейський транспортний коридор 5С Будапешт—Осієк—Сараєво—Плоче. У місті розташований великий торговельний порт. Поромна лінія пов'язує Плоче з селищем Трпань на півострові Пелєшаць.

## Історія
Перша згадка про населений пункт під назвою Велика Увала, що знаходився на місці сучасного Плоче, відноситься до 1387 року. Поселення в місці впадання Неретви мало важливе значення як порт і як місце, де перетиналися торговельні шляхи вздовж Адріатики і вгору по Неретві до Метковича. Згодом, однак, порт і поселення занепали і практично зникли.
Перші спроби відновити порт на цьому місці були зроблені окупаційною італійською адміністрацією в роки Другої світової війни. Після закінчення війни владою Югославії було прийнято рішення про будівництво тут великого порту і міста при ньому, що отримав ім'я Плоче. Порт і перші міські райони будувалися 5 років, з 1945 по 1950, після закінчення будівництва Плоче було перейменовано на Карделево, на честь Е. Карделя, сподвижника Тіто. Через 4 роки місто знову стало носити ім'я Плоче, однак знову перейменовано на Карделево в 1979, після смерті Карделя. Після здобуття Хорватією незалежності в 1991 місто втретє за 50 років стало називатися Плоче.

## Економіка

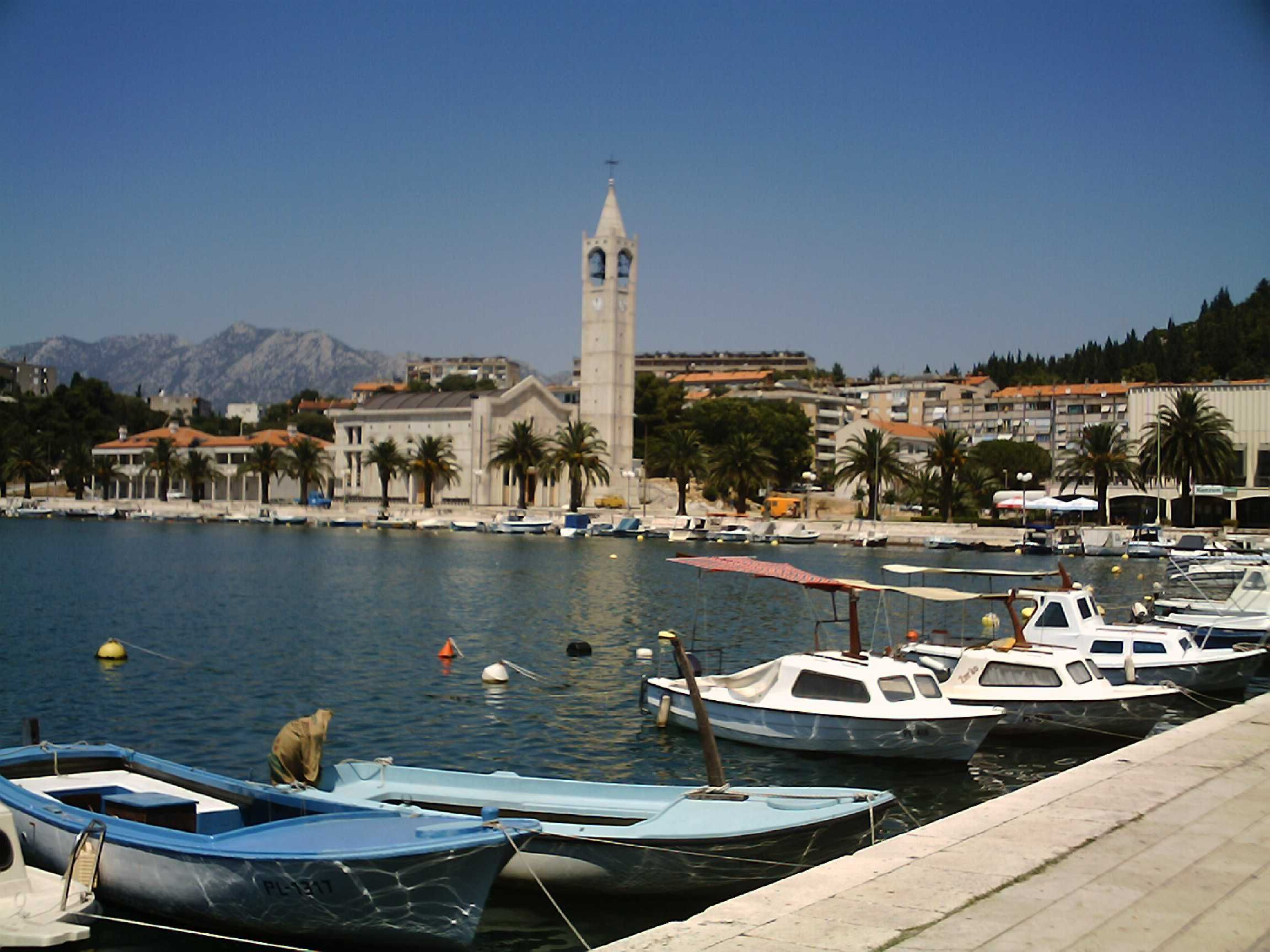
Гавань

Окрім порту в місті розташовано багато підприємств харчової промисловості, що пов'язано з сусідством винятково родючої дельти Неретви, і кілька інших фабрик.

## Населення
Населення громади за даними перепису 2011 року становило 10 135 осіб, 1 з яких назвали рідною українську мову. Населення самого міста становило 6 013 осіб.
Динаміка чисельності населення громади:
Динаміка чисельності населення міста:

## Населені пункти
До громади Плоче також входять:
- Бачина
- Баня
- Комин
- Перачко Блато
- Плина Єзеро
- Роготин
- Сташевиця
- Шарич Струга